# Oberholzen (Wiehl)
Oberholzen ist eine Ortschaft der Stadt Wiehl im Oberbergischen Kreis im Regierungsbezirk Köln in Nordrhein-Westfalen.

## Lage und Beschreibung
Der Ort liegt in Luftlinie rund 1,5 km nordöstlich vom Stadtzentrum von Wiehl entfernt. Oberholzen liegt südlich der Bundesautobahn 4.
Nahegelegen ist das große Waldgebiet Alte Bremig mit vielen schattigen Wegen für Wanderer und Jogger. Der Wohlsberg ist mit 338 m die zweithöchste Erhebung in der Stadtgemeinde Wiehl, höher ist der Immerkopf bei Brächen mit 364 m.

## Geschichte
1575 wird der Ort das erste Mal als Over Holthusen urkundlich erwähnt in der Arnold-Mercator-Karte. Im Futterhaferzettel der Herrschaft Homburg von 1580 werden als abgabepflichtig Zu Over Holtz ein Wittgensteinischer und vier Saynische Untertanen gezählt.

## Kultur und Freizeit
- Der Ortsrundwanderweg A1 berührt Oberholzen in Norden.
- Der Ortsrundwanderweg A3 berührt Oberholzen in Norden und im Osten.

Bei einem Spaziergang sieht man auf ein paar Weiden kleine Ponys, die "Minishetties vom Wohlsberg".

## Persönlichkeiten
- Eugen Daub (* 1939), Maler, wohnte zeitweise in Oberholzen